# Lady Mary Fitzwilliam
'Lady Mary Fitzwilliam' est un cultivar de rosier obtenu avant 1882 par le rosiériste anglais Henry Bennett (1823-1890). C'est l'un des premiers hybrides de thé et le premier en Angleterre, ouvrant la voie aux roses du XXe siècle ; il est issu d'un croisement 'Devoniensis' (rosier thé, Foster, 1838) x 'Victor Verdier' (hybride perpétuel, Lacharme, 1859) ; il est à l'origine, en tant que parent pollen, d'un grand nombre de descendants (plus de 1 300), grâce à ses qualités reconnues par les hybrideurs.
Il doit son nom à une aristocrate anglaise, lady Mary Fitzwilliam (1851-1921), épouse de Hugh Le Despencer-Boscawen (1849-1908).

## Description

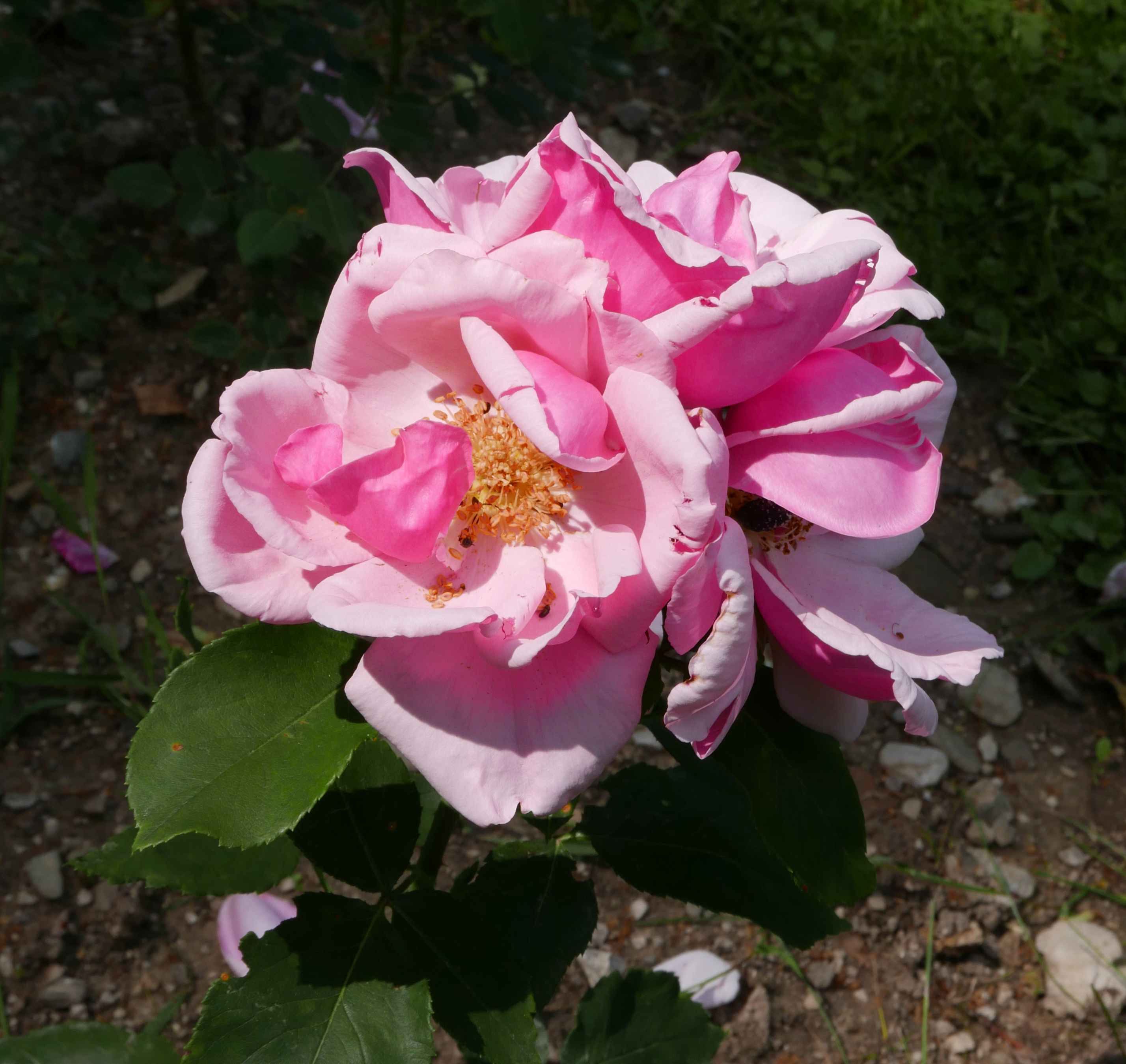
Étamines visibles.

Cet hybride de thé historique présente de grandes fleurs rose pâle fortement parfumées. Elles sont pleines, en forme de coupe, comptent de 26 à 40 pétales.
Ce rosier est remontant. Son buisson s'élève de 60 cm à 80 cm. 
Sa zone de rusticité est de 6b à 9b ; il résiste donc aux hivers froids. Il doit être soigné contre la maladie des taches noires.

## Descendance
Parmi ses descendants, l'on distingue 
- 'Madame Caroline Testout' (Pernet-Ducher, 1890) par croisement avec 'Madame de Tartas' (Bernède, 1859)
- 'Kaiserin Auguste Viktoria' (Lambert, 1891) par croisement avec 'Coquette de Lyon'
- 'Souvenir de Madame Eugène Verdier' (Pernet-Ducher, 1891) par croisement avec 'Madame Chédanne-Guinoisseau'
- 'Souvenir du Président Carnot' (Pernet-Ducher, 1894)
- 'Mrs W. J. Grant' (Dickson, 1895) par croisement avec 'La France' (Guillot, 1867)
- 'Antoine Rivoire' (Pernet-Ducher, 1895) par croisement avec 'Docteur Grill'
- 'Sonnenlicht' (Krüger et Kiese, 1913) par croisement avec 'Harison's Yellow'[7].